# نیمه‌شب در باغ خوب و بد (فیلم)
نیمه‌شب در باغ خوب و بد (انگلیسی: Midnight in the Garden of Good and Evil) فیلمی در ژانر نئو نوآر، درام، و جنایی به کارگردانی کلینت ایستوود است که در سال ۱۹۹۷ منتشر شد.

## بازیگران
- کوین اسپیسی
- جان کیوسک
- جک تامپسون
- جود لا
- آلیسون ایستوود
- ایرما پی. هال
- کیم هانتر
- مایکل روزنبام
- ان کیوساک
- آن هانی
- باب گانتون
- جفری لوئیس
- جیمز گاندولفینی